# 1889
1889 (MDCCCLXXXIX) a fost un an obișnuit al calendarului gregorian, care a început într-o zi de marți.

## Evenimente

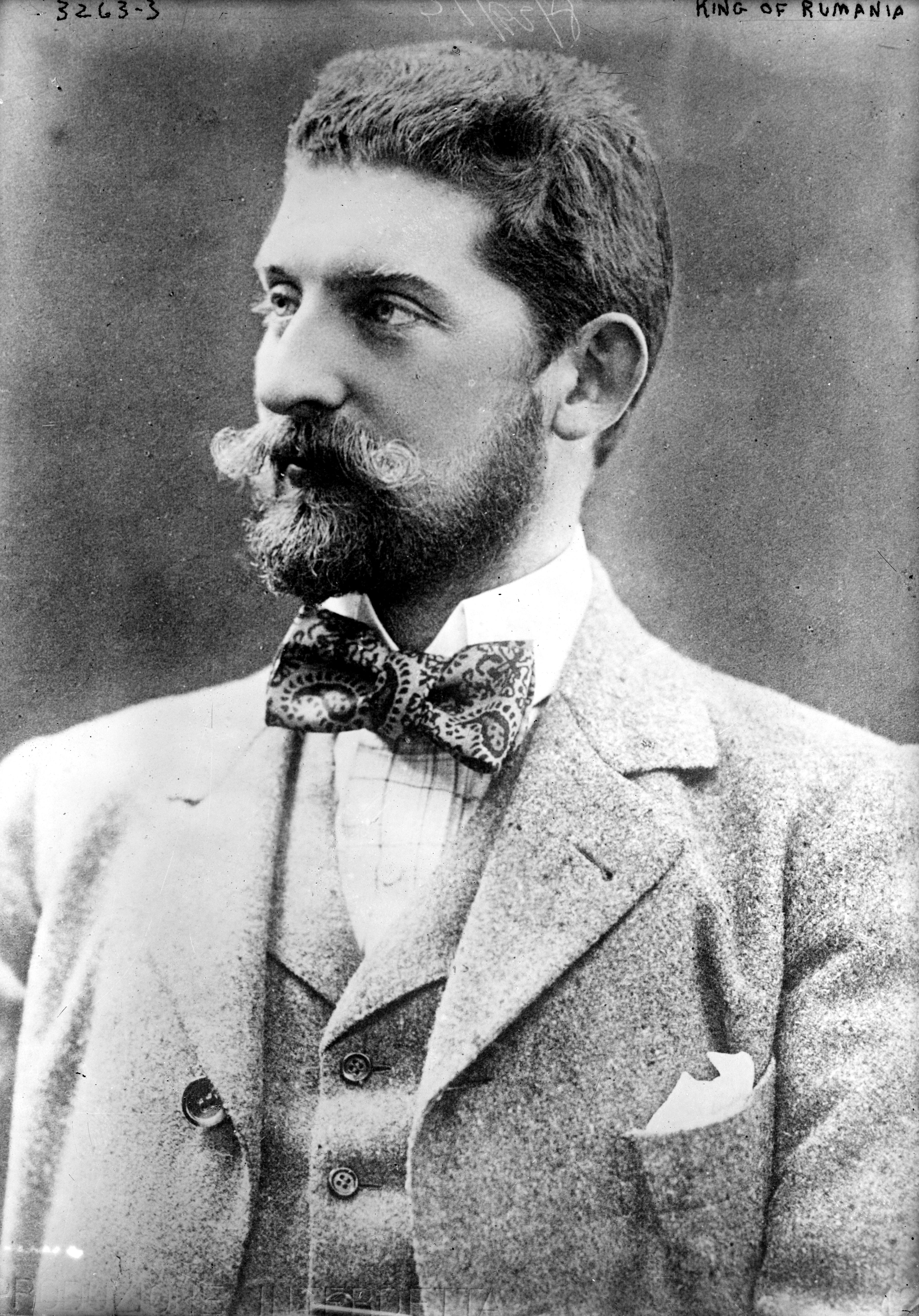
18 martie: Ferdinand devine prinț moștenitor al României.

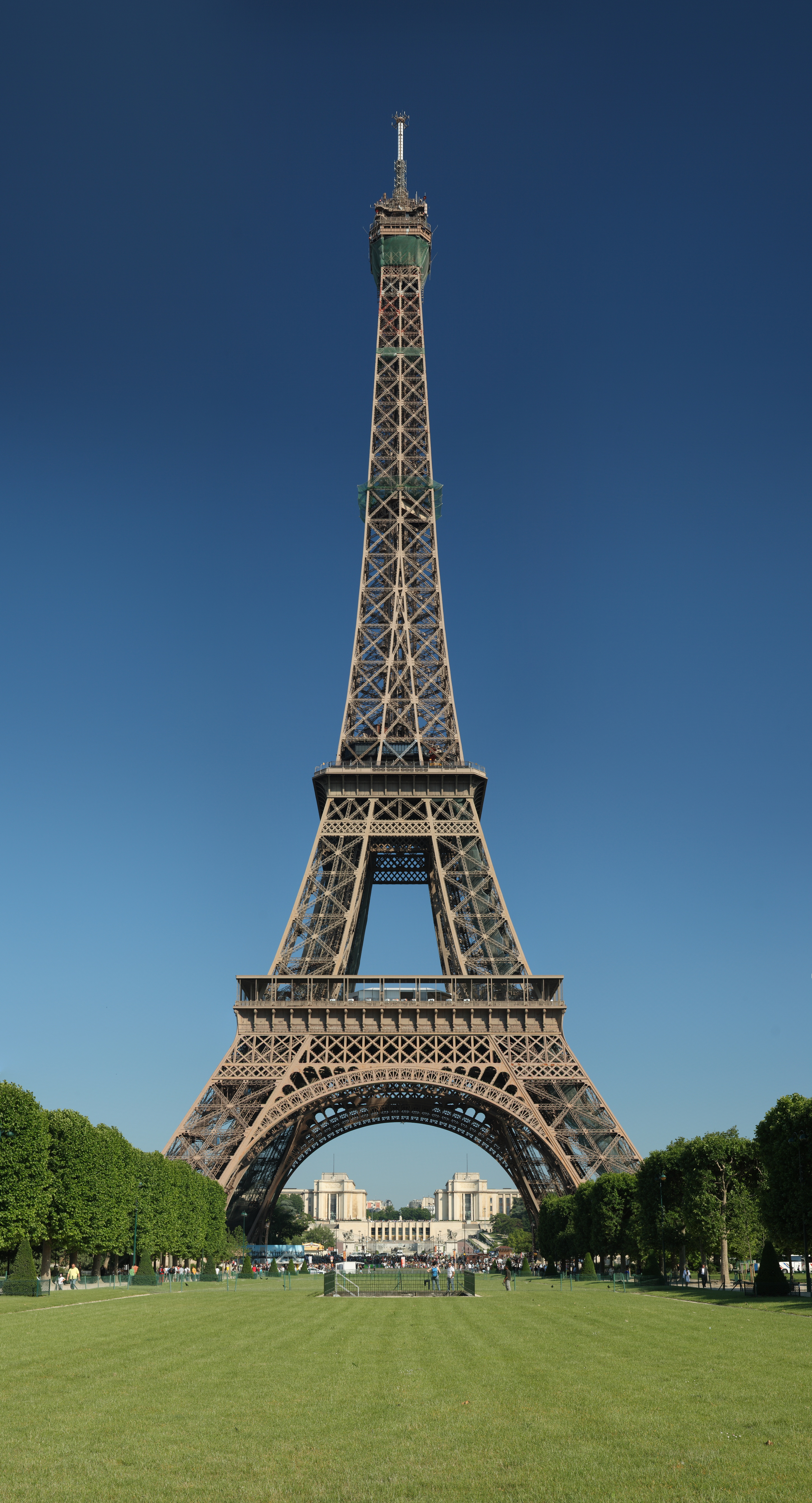
31 martie: A fost inaugurat Turnul Eiffel, cea mai înaltă construcție din lume la acea vreme (324m) și percepută de către majoritatea populației orașului Paris ca fiind o "rușine" care ar trebui să rămână doar 20 de ani.

### Ianuarie
- 30 ianuarie: Moartea misterioasă în pavilionul de vânătoare de la Mayerling a moștenitorului tronului Austro-Ungariei, Rudolf, și a metresei acestuia, baroneasa Maria von Vetsera, în vârstă de 17 ani. I-a succedat vărul său german, arhiducele Karl-Franz de Habsburg, fiul lui Otto Franz de Habsburg, fratele împăratului François-Joseph.

### Martie
- 18 martie: În lipsa succesorilor direcți în linie masculină a Regelui Carol I, s-a apelat pentru desemnarea moștenitorului la fratele mai mare al regelui și la fiii acestuia. Cel de-al doilea fiu al Prințului Leopold de Hohenzollern-Sigmaringen, Ferdinand, în vârstă de 24 de ani, acceptă succesiunea; este înfiat de familia Regală Română și declarat prinț moștenitor la Tronul României.
- 29 martie: Se formează guvernul conservator condus de Lascăr Catargiu.
- 31 martie: A fost inaugurat Turnul Eiffel, cea mai înaltă construcție din lume la acea vreme (324m) și percepută de majoritatea populației orașului Paris ca fiind o "rușine" care ar trebui să rămână doar 20 de ani.

### Iunie
- 15 iunie: Moare, la București, poetul Mihai Eminescu. A fost înmormântat la cimitirul Bellu, din București, între un tei și un brad.

### Noiembrie
- 2 noiembrie: Dakota de Nord devine cel de-al 39-lea stat al SUA.
- 2 noiembrie: Dakota de Sud devine cel de-al 40-lea stat al SUA.
- 5 noiembrie: Se formează guvernul conservator condus de generalul G. Manu.
- 8 noiembrie: Montana devine cel de-al 41-lea stat al SUA.
- 11 noiembrie: Washington devine cel de-al 42-lea stat al SUA.
- 15 noiembrie: a fost proclamată Republica Brazilia.

### Decembrie
- 31 decembrie: Moare, la Iași, scriitorul Ion Creangă. A fost înhumat la cimitirul Eternitatea din Iași.

### Nedatate
- A fost publicată prima ediție a cotidianului american economic și financiar "Wall Street Journal".
- București: Numărul populației Bucureștiului, după recensământul Primăriei: 194.633 de locuitori.
- În fața Teatrului Național București sunt instalate primele două lămpi electrice pentru iluminatul public.
- Turnul Eiffel este deschis oficial spre vizitare publicului în cadrul expoziției universale din Paris.

## Arte, știință, literatură și filozofie
- Henri Toulouse-Lautrec pictează Dansul la Moulin.
- Jerome K. Jerome publică Trei într-o barcă.
- Paul Gauguin pictează Hristos galben, Frumoasa Angela.
- Vincent Van Gogh pictează Chiparos.
- Frederick Augustus Abel și James Dewar inventează cordita⁠(d).
- Kitasato Shibasaburō⁠(d) izolează bacilul tetanosului.
- Pe râul Willamette⁠(d) se construiește primul baraj de hidrocentrală (proiectul T. W. Sullivan Hydroelectric Plant⁠(d)).
- Se încheie construcția celei mai înalte structuri fără fundații, Turnul Eiffel, care poartă semnătura lui Gustave Eiffel.[1]
- William L. Harkness⁠(d) măsoară masele planetelor Mercur, Venus și Pământ.
- Hermann Wilhelm Vogel descoperă binarele spectroscopice.

## Nașteri

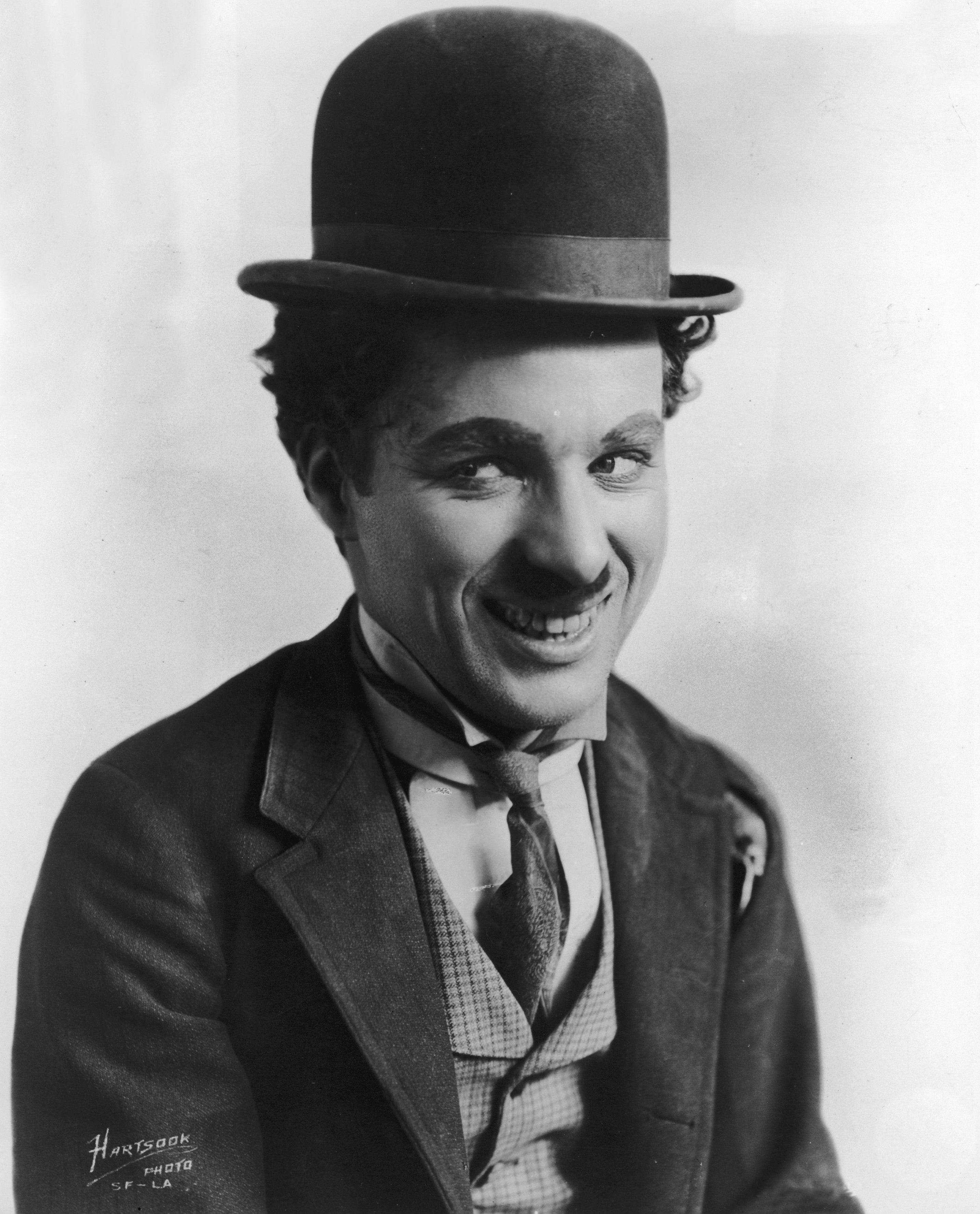
Charlie Chaplin, actor și regizor englez
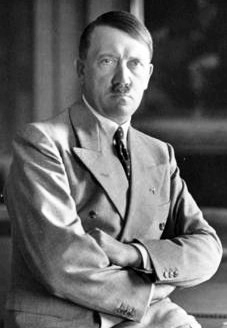
Adolf Hitler, dictator (Führer) al Germaniei Naziste
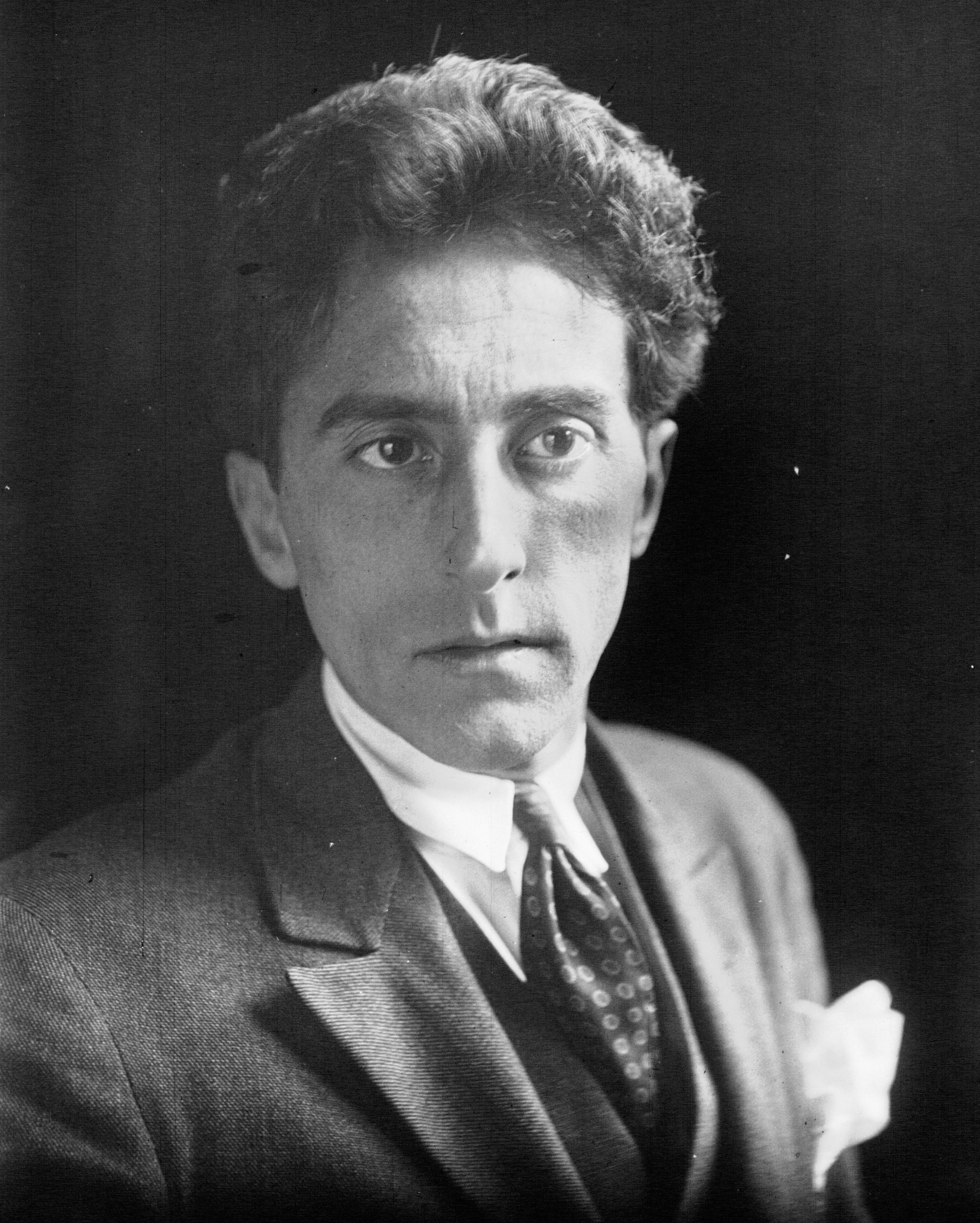
Jean Cocteau, poet, libretist, romancier, actor, cineast și pictor francez
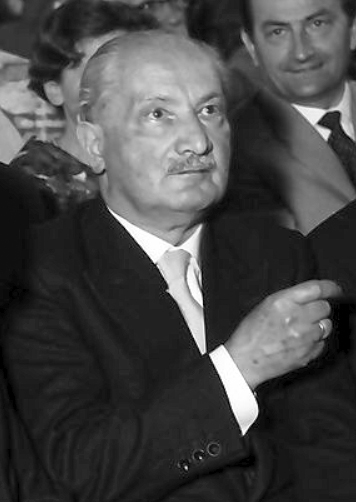
Martin Heidegger, filozof german

- 12 ianuarie: Artur Enășescu, poet român (d. 1942)
- 24 ianuarie: Victor Eftimiu, poet, dramaturg, povestitor, traducător, academician român (d. 1972)
- 28 ianuarie: Martha Bibescu (n. Martha Lahovari), romancieră, poetă, om politic și memorialistă franceză de origine română (d. 1973)
- 2 februarie: Traian Săvulescu, biolog și botanist român (d. 1963)
- 23 februarie: Victor Fleming (Victor Lonzo Fleming), regizor american (d. 1949)
- 26 februarie: Mariska Ady, poetă maghiară (d. 1977)
- 7 aprilie: Gabriela Mistral, poetă chiliană, laureată a Premiului Nobel (d. 1957)
- 16 aprilie: Charlie Chaplin, actor și regizor englez de film (d. 1977)
- 20 aprilie: Adolf Hitler, politician german, dictator (Führer) al Germaniei Naziste (1934-1945), (d. 1945)
- 26 aprilie: Ludwig Wittgenstein, filosof de etnie austriacă (d. 1951)
- 18 mai: Thomas Midgley Jr., inginer și chimist american (d. 1944)
- 25 mai: Igor Sikorsky, proiectant de elicoptere american de etnie rusă (d. 1972)
- 25 mai: Xavier, Duce de Parma, șeful Casei de Bourbon-Parma (d. 1977)
- 23 iunie: Anna Ahmatova, poetă rusă (d. 1966)
- 28 iunie: Abbas el-Akkad, scriitor egiptean (d. 1964)
- 5 iulie: Jean Cocteau (Jean Maurice Eugène Clément Cocteau), poet, libretist, romancier, actor, cineast și pictor francez (d. 1963)
- 5 august: Conrad Aiken (Conrad Potter Aiken), scriitor american (d. 1973)
- 26 septembrie: Martin Heidegger, filosof german (d. 1976)
- 6 octombrie: Maria Dąbrowska, scriitoare poloneză (d. 1965)
- 20 noiembrie: Edwin Hubble (Edwin Powell Hubble), astronom american (d. 1953)
- 22 decembrie: Nichifor Crainic (n. Ion Dobre), autor, director de revistă (Gândirea), doctrinar (creator al curentului gândirist), editor, filosof, pedagog, poet, teolog român (d. 1972)
- 24 decembrie: Ioana Caragiale, fiica scriitorului I.L. Caragiale (d. 1891)

## Decese

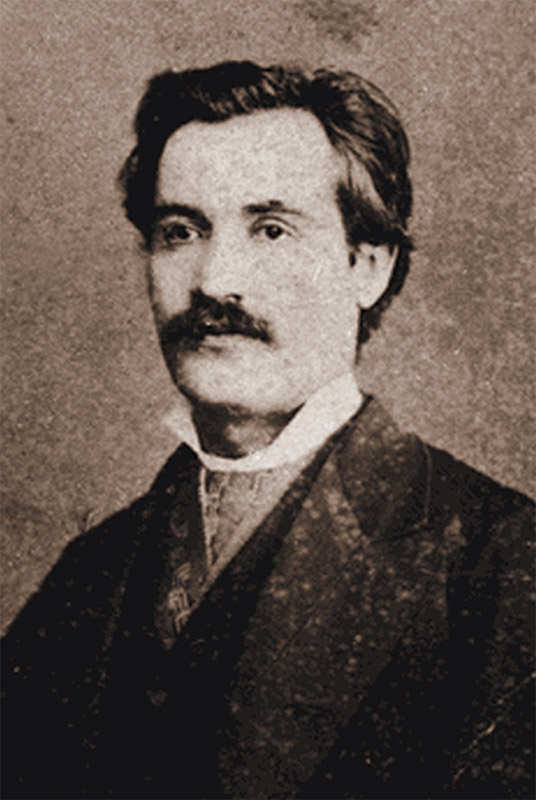
Mihai Eminescu, poet, prozator și jurnalist român
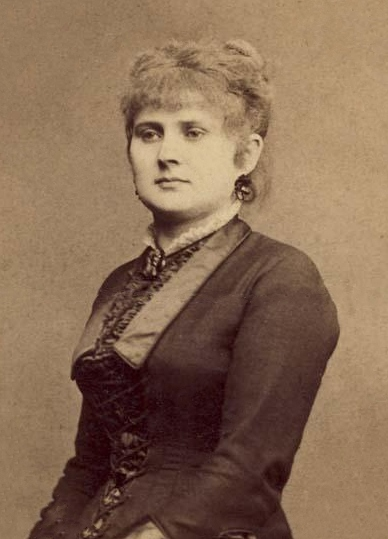
Veronica Micle, poetă română
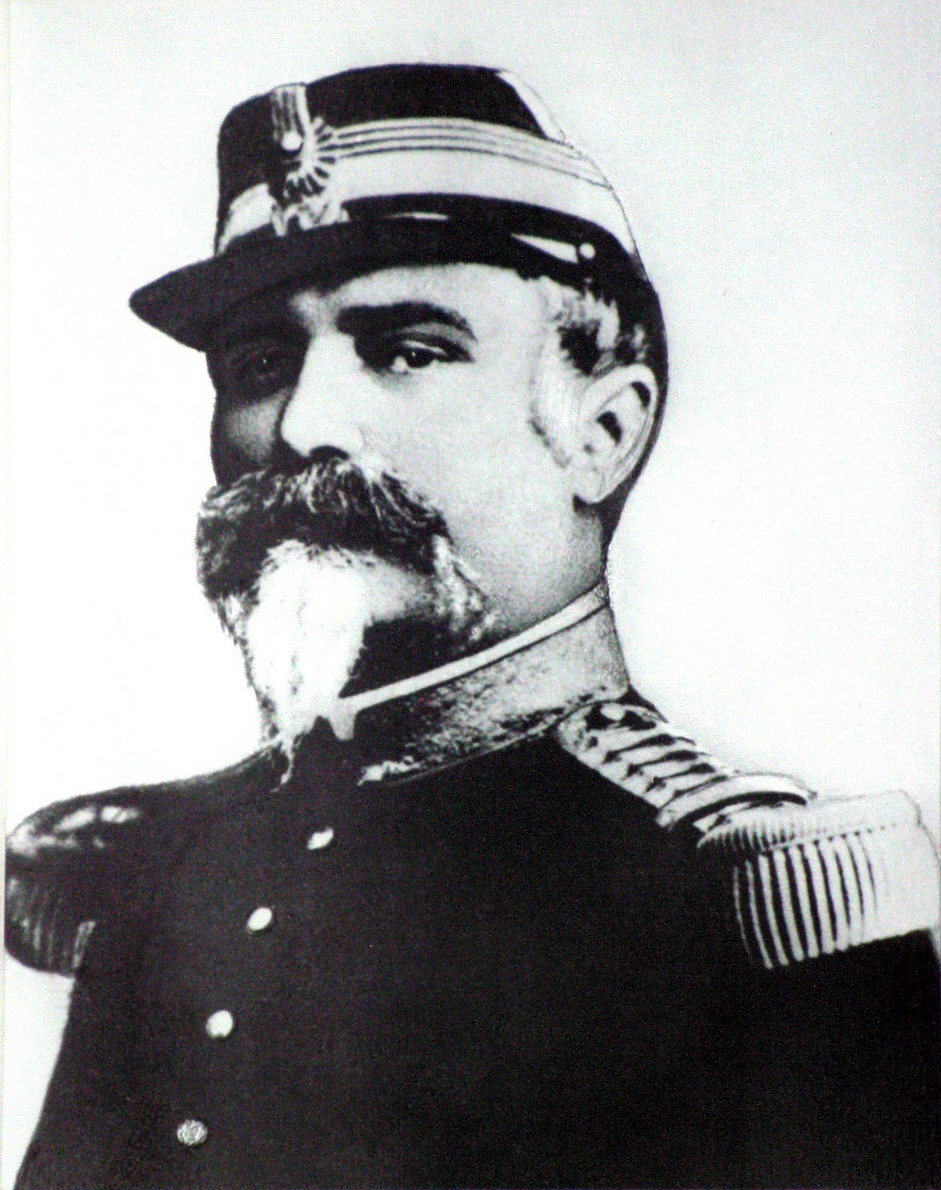
Gheorghe Adrian, politician și general român
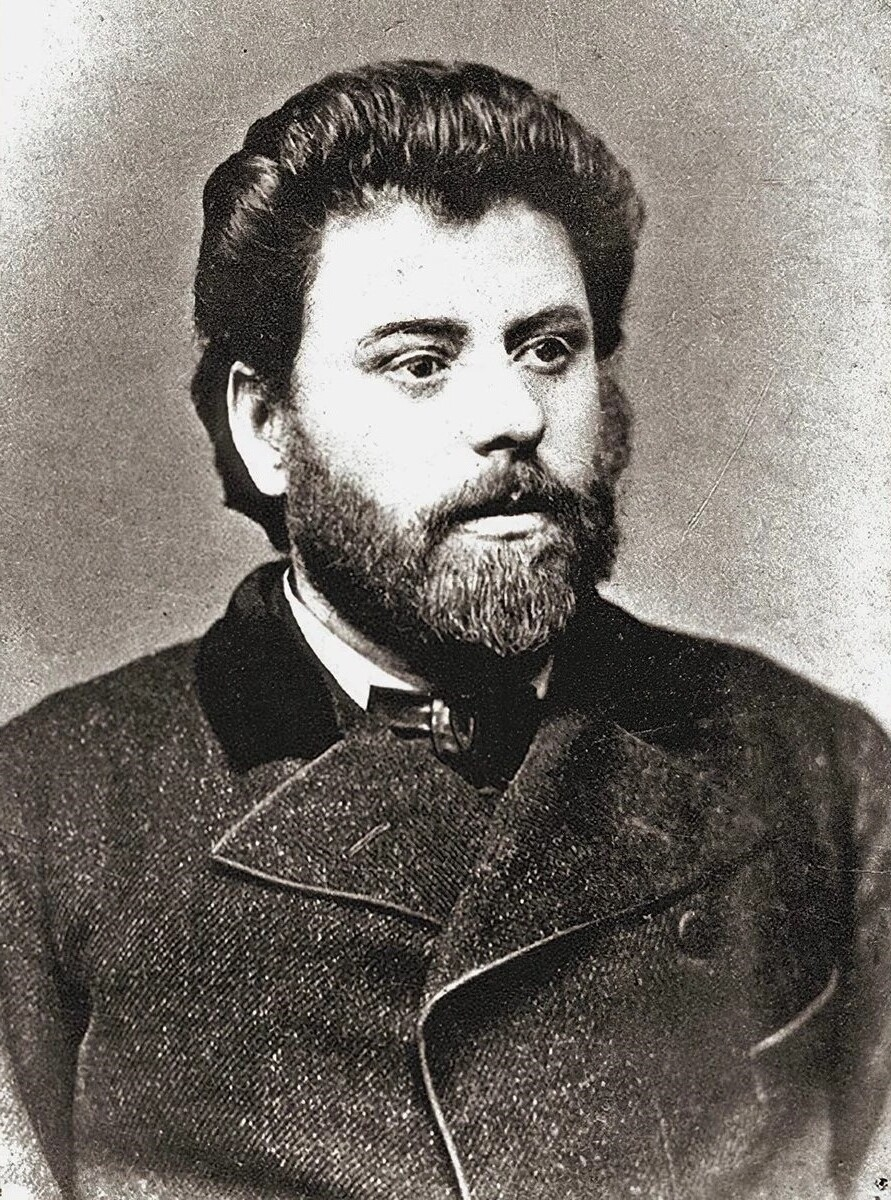
Ion Creangă, scriitor român

- 30 ianuarie: Rudolf de Habsburg (n. Rudolf Franz Karl Joseph), 30 ani, arhiduce de Austria (n. 1858)
- 19 aprilie: Warren De la Rue, 74 ani, astronom britanic (n. 1815)
- 17 mai: Maria a Prusiei (n. Marie Friederike Franziska Hedwig von Preußen), 63 ani, soția regelui Maximilian al II-lea al Bavariei (n. 1825)
- 15 iunie: Mihai Eminescu (n. Mihail Eminovici), 39 ani, poet, prozator și jurnalist român (n. 1850)
- 28 iunie: Maria Mitchell, 70 ani, astronoamă americană (n. 1818)
- 24 iulie: Rudolf Leuckart, 35 ani, chimist german (n. 1854)
- 3 august: Veronica Micle (n. Ana Câmpeanu), 39 ani, poetă română (n. 1850)
- 11 octombrie: James Prescott Joule, 70 ani, fizician englez (n. 1818)
- 14 octombrie: Gheorghe Adrian, 67 ani, politician și general român, membru al Academiei Române (n. 1821)
- 10 decembrie: Ludwig Anzengruber, 50 ani, scriitor austriac (n. 1839)
- 23 decembrie: Jenő Ábel, 31 ani, scriitor, filolog și profesor universitar maghiar (n. 1858)
- 28 decembrie: Teresa a celor Două Sicilii (n. Teresa Cristina Maria Giuseppa Gaspare Baltassare Melchiore Gennara Francesca de Padova Donata Bonosa Andrea d'Avelino Rita Luitgarda Geltruda Venancia Taddea Spiridione Rocca Matilde), 67 ani, soția împăratului Pedro al II-lea al Braziliei (n. 1822)
- 31 decembrie: Ion Creangă (n. Ion Ștefănescu), 52 ani, scriitor român (n. 1837)